# Kolankowo (powiat bydgoski)

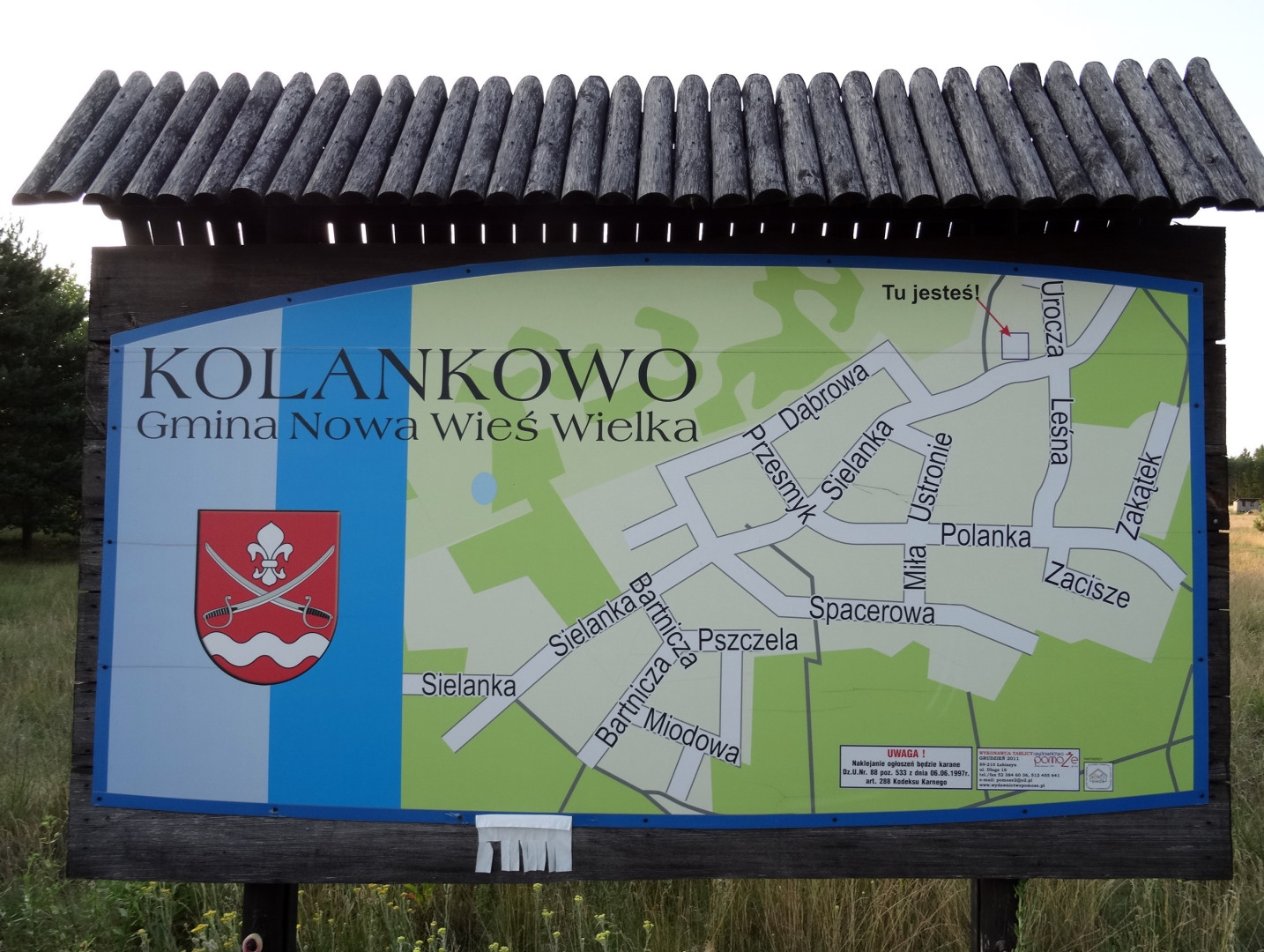
Mapa wsi

Kolankowo – wieś w Polsce położona w województwie kujawsko-pomorskim, w powiecie bydgoskim, w gminie Nowa Wieś Wielka.
W latach 1950–1998 miejscowość należała administracyjnie do województwa bydgoskiego.

## Położenie
Kolankowo usytuowane jest na południowo-wschodnim skraju doliny Starej Noteci. Od północy wieś sąsiaduje z rozległymi łąkami, wśród których znajdują się izolowane starorzecza Noteci, odcięte po budowie Nowego Kanału Noteckiego w latach 80. XIX wieku. Od południa przylega pas lasu porastający taras wydmowy oddzielający dwa obniżenia dolinne: Noteci oraz Dziemionny-Zielonej Strugi. Poprzez las Kolankowo sąsiaduje od południa z Jakubowem, a od wschodu z Januszkowem. Na północnym zachodzie wieś łączy się z Prądocinem. 
Pod względem fizyczno-geograficznym leży w obrębie Pradoliny Toruńsko-Eberswaldzkiej w mezoregionie Kotlina Toruńska.

## Charakterystyka
Kolankowo to wieś sołecka usytuowana w południowo-zachodniej części gminy Nowa Wieś Wielka. Zabudowa rozciąga się wzdłuż drogi łączącej Prądocin z Kolankowem i Jeżewicami. Łącznie w sołectwie Kolankowo jest 73 ha gruntów ornych (wyłącznie V i VI klasy bonitacyjnej), 55 ha łąk, 5 ha pastwisk oraz 179 ha lasów.
Na terenie wsi zlokalizowane są dwa nieczynne cmentarze ewangelickie.

## Historia
Historia osadnictwa wsi Kolankowo sięga okresu przedrozbiorowego. Pierwsza wzmianka pochodzi z 1520 roku i świadczy o tym, że wieś należała do dóbr biskupstwa włocławskiego. Miejscowość należała do parafii w Lisewie Kościelnym. Z mapy topograficznej Friedricha von Schröttera (1798–1802) wynika, że zabudowa (kilka domostw) istniała na wschodnim brzegu zakola Noteci. 
W I połowie XIX wieku w miejscowości rozwijało się osadnictwo niemieckie. W północnej części wsi, na gruntach Kolankowa powstała osada Dąbrówka Mała (niem. Karolinenhain). Spis miejscowości rejencji bydgoskiej z 1833 r. podaje, że we wsi Kolankowo (niem. Kolonke, potem Netzfeld) należącej do powiatu inowrocławskiego mieszkało 60 osób (54 ewangelików, 6 katolików) w 9 domach. Miejscowość należała do parafii katolickiej i ewangelickiej w Łabiszynie.
W styczniu 1920 roku na mocy traktatu wersalskiego miejscowość znalazła się w granicach odrodzonej Polski. Wieś nadal znajdowała się (do 1954) w powiecie inowrocławskim. W 1934 r. w wyniku reformy administracyjnej włączono ją w skład gminy wiejskiej Złotniki Kujawskie.
W latach 1945–1947 Kolankowo wchodziło w skład gromady wiejskiej Dąbrówka Kujawska w składzie gminy Złotniki Kujawskie. W 1947 r. utworzono samodzielną gromadę wiejską Kolankowo, która w 1948 r. posiadała powierzchnię 176 ha i zaludnienie 83 osób. W latach 1947–1953 w dyskusjach na temat nowego podziału administracyjnego przedstawiciele wsi opowiadali się za przywróceniem gminy Nowa Wieś Wielka i włączeniem do niej wsi Kolankowo. Postulaty te zostały uwzględnione zarówno przez władze gminy Złotniki Kujawskie, które wydały zgodę na takie rozwiązanie, jak i władze centralne. Po reformie administracyjnej z 25 września 1954 r. miejscowość znalazła się jako jedno z 16 sołectw w gromadzie Nowawieś Wielka. 
13 lutego 1974 r. mocą uchwały Gminnej Rady Narodowej zlikwidowano sołectwo Kolankowo i włączono do sołectwa Jakubowo. Stan poprzedni przywrócono 15 września 1993 r. reaktywując sołectwo Kolankowo.
W latach 1959–1961 wieś została zelektryfikowana. W okresie powojennym zalesiono znaczne tereny porolne położone na południe i zachód od Kolankowa, charakteryzujące się słabymi glebami wykształconymi na piaskach wydmowych.

## Statystyka
Poniżej podano wybrane informacje statystyczne dotyczące wsi Kolankowo na podstawie Banku Danych Lokalnych GUS.
Narodowy Spis Powszechny 2002 wykazał, że we wsi Kolankowo mieszkało 21 osób w 7 budynkach. 4 budynki wzniesiono przed 1945 rokiem, a 3 w latach 1945–1970. Narodowy Spis Powszechny 2011 odnotował 38 mieszkańców wsi. W 2013 r. działalność gospodarczą prowadziło 7 podmiotów, w tym 6 to osoby fizyczne. W latach 2008–2013 oddano do użytku 6 mieszkań, co stanowiło to 1,5% nowych mieszkań wzniesionych w tym czasie w całej gminie Nowa Wieś Wielka. 